# Journey's End (pel·lícula de 1930)

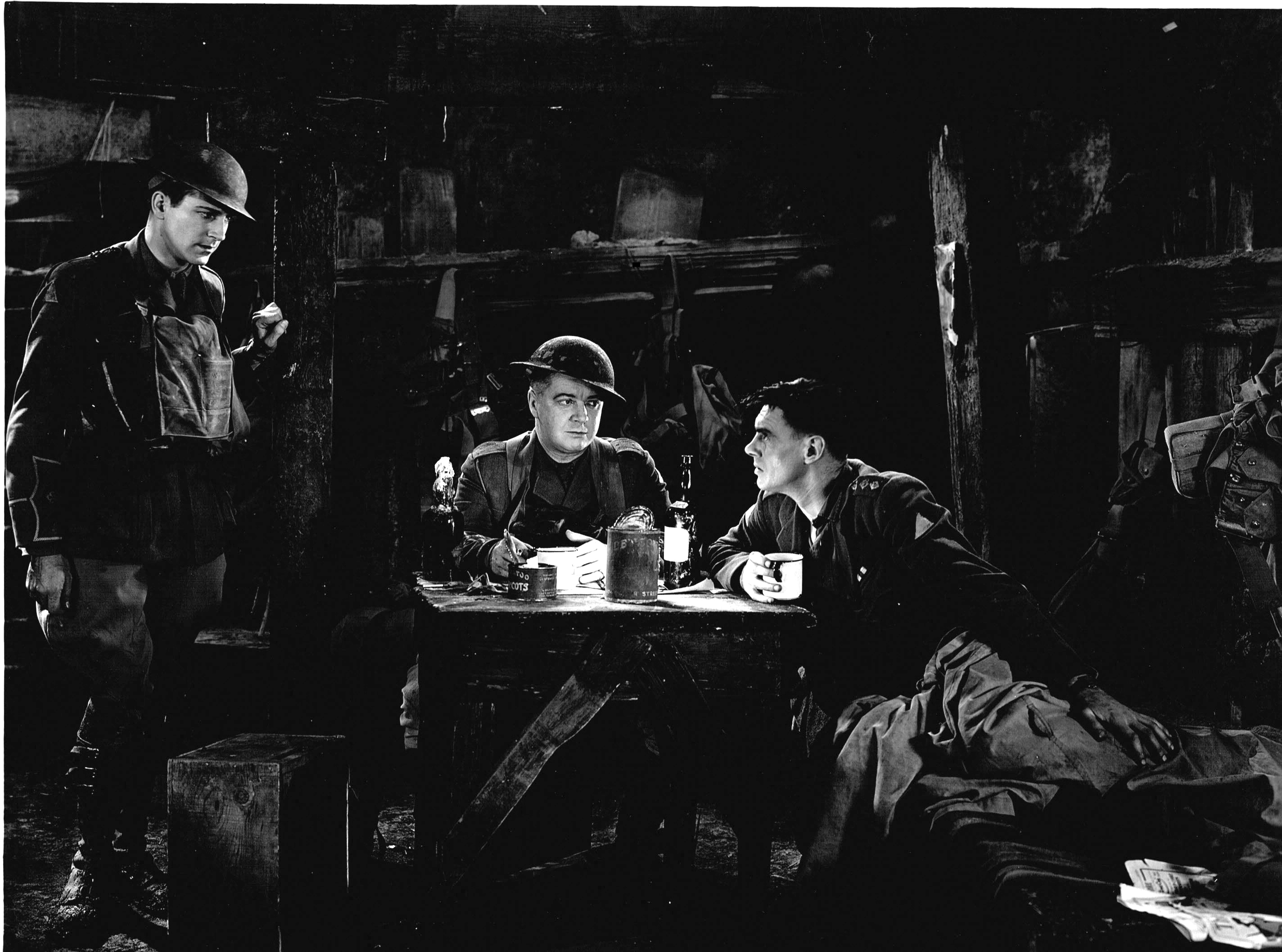
David Manners, Billy Bevan, i Colin Clive

Journey's End és una pel·lícula de guerra de 1930 dirigida per James Whale. Basat en l'obra del mateix nom de R. C. Sherriff, la pel·lícula explica la història de diversos oficials de l'exèrcit britànic implicats en la guerra de trinxeres durant la Primera Guerra Mundial. La pel·lícula, com l'obra anterior, va ser un enorme èxit de crítica i comercial i va llançar les carreres cinematogràfiques de Whale i de diverses de les seves estrelles.
L'any següent hi va haver una versió cinematogràfica alemanya Die andere Seite dirigida per Heinz Paul protagonitzada per Conrad Veidt com Stanhope i Wolfgang Liebeneiner  com a Raleigh. La pel·lícula va ser prohibida poques setmanes després que els nazis prenguessin el poder el 1933.
El 1976, l'obra va ser adaptada de nou com a Aces High amb l'escenari desplaçat al Royal Flying Corps britànic. L'obra es va adaptar de nou al cinema amb el seu títol i escenari originals el 2017.

## Argument
A la vigília d'una batalla el 1918, un nou oficial, el segon tinent Raleigh (David Manners), es va unir a la companyia del capità Stanhope (Colin Clive) a les línies de trinxeres britàniques a França. Els dos homes es coneixien a l'escola: l'heroi més jove de Raleigh, Stanhope, mentre que Stanhope s'ha enamorat de la germana de Raleigh. Però l'Stanhope amb qui es troba ara en Raleigh és un home canviat que, després de tres anys al front, s'ha convertit en alcohòlic i sembla a prop d'una crisi.
Stanhope té por que Raleigh traeixi el seu decadència a la seva germana, amb qui espera casar-se després de la guerra. Un oficial més gran, l'avuncular tinent Osborne (Ian Maclaren), intenta desesperadament evitar que Stanhope s'esquitlli. Osborne i Raleigh són seleccionats per dirigir un grup d'atacs a les trinxeres alemanyes on maten diversos assaltants, inclòs Osborne. Més tard, quan Raleigh també és ferit de mort, Stanhope s'enfronta a un moment desesperat mentre, afectat per greuges i sense amics propers, es prepara per enfrontar-se a un altre atac furiós enemic.

## Repartiment
- Colin Clive com el capità Denis Stanhope
- Ian Maclaren com el tinent Osborne
- David Manners com a segon tinent Raleigh
- Billy Bevan com a segon tinent Trotter
- Anthony Bushell com el segon tinent Hibbert
- Robert Adair com el capità Hardy
- Charles K. Gerrard com a maçó privat
- Tom Whiteley com a sergent major
- Jack Pitcairn com a coronel
- Werner Klingler com a presoner alemany
- Gil Perkins com el sergent Cox
- Leslie Sketchley com el caporal Ross

## Producció
Quan Howard Hughes va prendre la decisió de convertir Hell's Angels en un film sonor, va contractar un aleshores desconegut James Whale, que acabava d'arribar a Hollywood després d'un èxit dirigint l'obra Journey's End a Londres i a Broadway, per dirigir les seqüències sonores; va ser el debut cinematogràfic de Whale i, aparentment, el va preparar per a l'èxit posterior que tindria amb la versió llarga de Journey's End, Waterloo Bridge i, la més famosa, la versió de 1931 de Frankenstein. Descontent amb el guió, Whale el va portar a Joseph Moncure March per tornar-lo a escriure. Hughes més tard va donar a March la pistola Luger utilitzada a la pel·lícula.
Amb la producció endarrerida mentre Hughes jugava amb les escenes voladores a Hell's Angels, Whale va aconseguir rodar la seva adaptació cinematogràfica de Journey's End i fer-la sortir un mes abans que s'estrenés Hell's Angels.